# 翟云升
翟云升（1776年—1860年），字舜堂，号文泉，山东掖县（今莱州市）人、清代文字学家、音韵学家、书法家。

## 生平

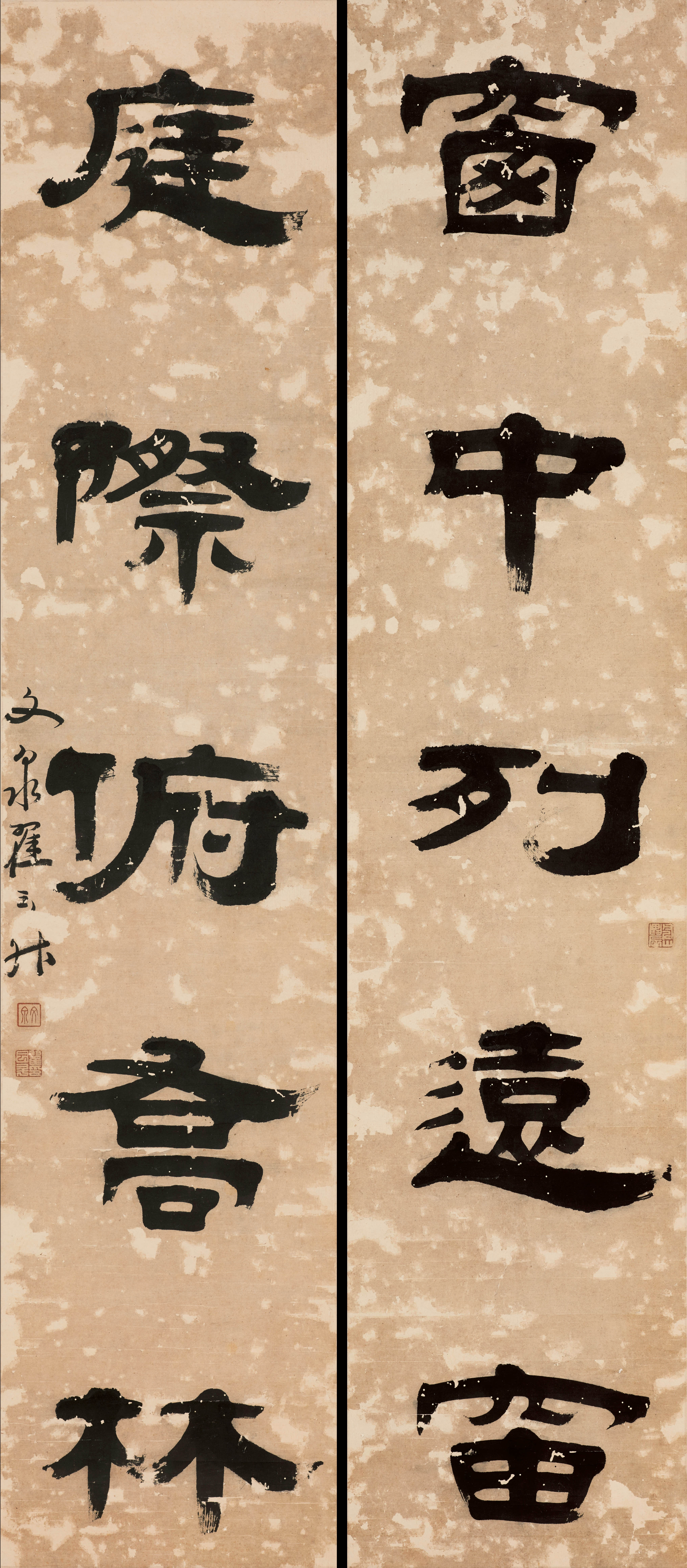
隶书五言联

早年任黄县教谕。道光二年（1822年）壬午恩科进士。授广西知县，以母年迈辞任。淡泊仕途，回乡著述。

## 著作
文字学著作有《隶篇》《隶篇续》《隶篇再续》《说文形声后案》《说文辨异》《肄许外篇》，音韵学著作有《古韵证》《韵字鉴》，另有《覆校穆天子传》《古今人表校正》《焦氏易林校略》及《古文杂著》等。今天容易找到的包括《隶篇》十五卷、《隶篇续》十五卷、《隶篇再续》十五卷、《隶样》八卷、《焦氏易林校略》十六卷，《续修四库全书》影印；又有《五经岁徧斋诗文存》（不分卷），《清代诗文集汇编》影印。工书法，所书《东海神庙碑》，笔力苍劲，拓本流布甚广。